# The Emperor Jones (film 1933)
The Emperor Jones è un film del 1933 diretto da Dudley Murphy sotto la supervisione di William C. de Mille. La sceneggiatura di DuBose Heyward si basa sull'omonimo dramma di Eugene O'Neill, andato in scena a New York il 1º novembre 1920.

## Trama
Un carcerato di colore ha perso la sua vera natura una volta entrato in contatto con gli usi e le tradizioni della borghesia bianca. Una volta evaso dalla prigione diventa il crudele e spietato capo degli indigeni che abitano un'isola dei Caraibi. È, però, talmente astuto e intelligente da prevedere la fine della sua tirannia. Dopo aver approfittato dell'ingenuità e povertà degli indigeni rimane vittima della sua stessa ferocia e si uccide.

## Produzione
Il film fu prodotto dalla John Krimsky and Gifford Cochran Inc. Per le riprese, venne utilizzato il sistema sonoro monofonico Western Electric Sound System.

## Distribuzione
Distribuito dall'United Artists e presentato da Gifford Cochran e John Krimsky, uscì nelle sale cinematografiche statunitensi il 29 settembre 1933.